# Дат Со Ла Лі
Дат Со Ла Лі (при народженні Дабуда, також відома як Луїза Кейзер; бл. 1829 або 1835 — 6 грудня 1925) — американська індіанська ремісниця-лозоплетільниця, одна з найвідоміших діячок індіанського мистецтва XIX століття.
Походила з народу вашо, жила недалеко від Карсон-Сіті, штат Невада; точна дата народження невідома. В юні роки, ймовірно, працювала кухаркою і прачкою в шахтарському таборі, 1871 року переїхала в шахтарське місто Монітор (нині Луп), Каліфорнія, де стала покоївкою в сім'ї Гарріс. Була двічі одружена: спочатку з індіанцем Ассу, в шлюбі з яким народила двох дітей, а потім, від 1888 року, з Чарльзом Кейзером, наполовину вашо, після чого прийняла європейське ім'я Луїза Кейзер. Була дуже великої статури, важила близько 300 фунтів (136 кг).
Популярність здобула 1895 року, працюючи покоївкою в сім'ї Кон, коли Ейб Кон купив у неї чотири сплетених нею кошики. Всього до своєї смерті вона створила понад 300 кошиків (збереглося близько 120), які завдяки допомозі Кона успішно продавалися, завдяки чому вона забезпечила собі старість. Свої роботи Дат Со Ла Лі (під цим ім'ям вона стала відома від 1899 року — псевдонім походить від її невдалих спроб вимовити прийняте нею ім'я Луїза) плела з верби, використовуючи, як правило, три пагони для основи, після чого намотувала навколо неї нитки. Її стилю характерна плоска основа і приземкувата форма кошика, також вона активно експериментувала з кольорами; за її словами, в переплетеннях на своїх кошиках вона часто намагалася відбити свої сни. В останні роки життя майже осліпла, але продовжувала плести кошики.